# Aleksandr Taranow
Aleksandr Wiktorowicz Taranow (ros. Александр Викторович Таранов; ur. 29 kwietnia 1964) – radziecki i kazachski skoczek narciarski. Najlepsze wyniki w Pucharze Świata osiągnął w sezonie 1986/1987, kiedy zajął 85. miejsce w klasyfikacji generalnej.
Brał udział w mistrzostwach świata w Seefeld in Tirol, Oberstdorfie i Falun, ale bez sukcesów.

## Puchar Świata w skokach narciarskich

### Miejsca w klasyfikacji generalnej
- sezon 1982/1983: –
- sezon 1984/1985: –
- sezon 1986/1987: 85

## Mistrzostwa świata
- Indywidualnie
  - 1985 Seefeld (NOR) – 48. miejsce (duża skocznia), 26. miejsce (normalna skocznia)
  - 1987 Oberstdorf (RFN) – 33. miejsce (duża skocznia), 43. miejsce (normalna skocznia)
  - 1993 Falun (NOR) – 59. miejsce (duża skocznia), 57. miejsce (normalna skocznia)